# David Octavius Hill

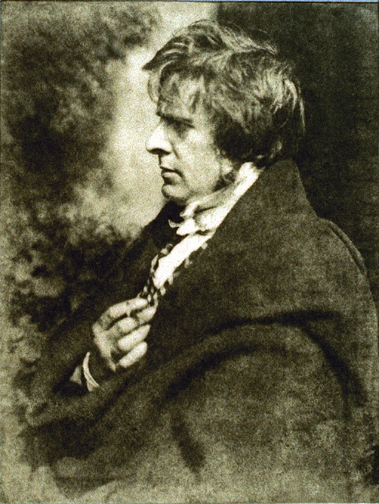
David Octavius Hill.

David Octavius Hill (Perth, Escocia, 20 de mayo de 1802 - 17 de mayo de 1870) fue un fotógrafo y pintor escocés. Ha pasado a la historia por sus impresionantes calotipos de retratos fotográficos (modelos y tipos callejeros), también cultivó otros géneros como el paisaje y los monumentos arquitectónicos. 
Considerado como el padre del retrato fotográfico, junto a Robert Adamson, su gran obra son los calotipos realizados de los padres de la Iglesia escocesa. En el año 1843 se produce la separación de esta de la Iglesia inglesa, recibiendo Hill el encargo de realizar una pintura de la asamblea fundacional lo más fielmente posible.
Dada cuenta de la imposibilidad de reunir a los 474 ministros de la Iglesia decidió asociarse con Robert Adamson, quien había trabajado como asistente de William Fox Talbot, para retratar a cada uno de los miembros de la Iglesia por separado, para más tarde realizar la pintura con estos retratos.
A la muerte de Robert Adamson acaecida en 1848 habían conseguido reunir unas 1500 fotografías, sin embargo Hill abandonó el proyecto para volver a dedicarse a la pintura. En el año 1866 logró finalizar la pintura que carece sin duda alguna del valor artístico de los retratos individuales captados en los calotipos. Son retratos donde se consigue una naturalidad en las poses y gestos que no se encontraban en los daguerrotipos de la época, ya que se prescinde en ellos de cualquier tipo de artilugio para sujetar a los modelos. 
Su extraordinaria reputación es póstuma, tras el descubrimiento y publicación de su obra en el decenio de 1890.
En su honor se estableció en 1955 un premio otorgado por la Deutsche Fotografische Akademie. 